# Wild Nothing
Wild Nothing est le nom du projet de rock indépendant de Jack Tatum fondé à Blacksburg (Virginie) en 2009.
Pendant les concerts en live Tatum est rejoint par des musiciens additionnels, Nic Hessler (guitare), Jeff Haley (basse), Joshua Sushman (clavier, saxophone) and Cameron Allen (batterie).
Il a sorti depuis ses débuts 5 albums et trois EP.

## Biographie
Le groupe est à l'origine le projet de Jack Tatum un musicien originaire de Blacksburg en Virginie, qui jouait dans les groupes Jack And The Whale et Facepaint. Il sort ses premiers enregistrements sous ce nom, dont une reprise du titre Cloudbusting de Kate Bush, sur le label Captured Tracks en 2009. Un premier album intitulé Gemini voit le jour au cours du printemps 2010. Cet album se classera 49e dans le classement de fin d'année des albums établi par Pitchfork. Lors du Record Store Day de 2011 le groupe publie en compagnie de Beach Fossils un 45t comprenant deux reprises du groupe The Wake. Le deuxième album, Nocturne, sort en 2012,. Le titre Paradise, extrait de cet album, bénéficie d'un clip réalisé par Matthew Amato, dans lequel l'actrice Michelle Williams joue et lit un extrait du roman Un enfant du verbe de la romancière Iris Murdoch. Un EP intitulé Empty Estate est publié le 14 mai 2013.
Un troisième album baptisé Life Of Pause parait le 19 février 2016.
Indigo le quatrième album du groupe est paru le 31 août 2018.
Le 31 janvier 2020, un nouvel EP intitulé "Laughing Gas" est disponible à l'écoute. Il comprend le titre "Blue Wings" sorti en début d'année 2019.